# Gregório II de Antioquia
Gregório II (em latim: Gregorius II; em grego: Γρηγόριος Β; romaniz.: Gregórios B) foi um patriarca grego ortodoxo de Antioquia entre 610 e 620. Sucedeu Anastácio II, que foi morto num motim de judeus no ano anterior, e foi sucedido por Anastácio III.